# كليف بوتس
كليف بوتس (من مواليد 5 يناير 1942 في جلينديل، كاليفورنيا) ممثل تلفزيوني وفيلم أمريكي اشتهر بالدور الذي لعبه في دور جون كينان في فيلم الخيال العلمي لعلوم العبادة لعام 1972م، فيلم صامت رننج بطولة بروس ديرن.

## روابط خارجية
- كليف بوتس على موقع IMDb (الإنجليزية)
- كليف بوتس على موقع ألو سيني (الفرنسية)
- كليف بوتس على موقع أول موفي (الإنجليزية)
- كليف بوتس على موقع قاعدة بيانات الأفلام السويدية (السويدية)
- كليف بوتس على موقع قاعدة بيانات الفيلم (الإنجليزية)
- كليف بوتس على موقع كينوبويسك (الروسية)

- كليف بوتس في قاعدة بيانات الأفلام على الإنترنت